# Janina Kirtiklisowa

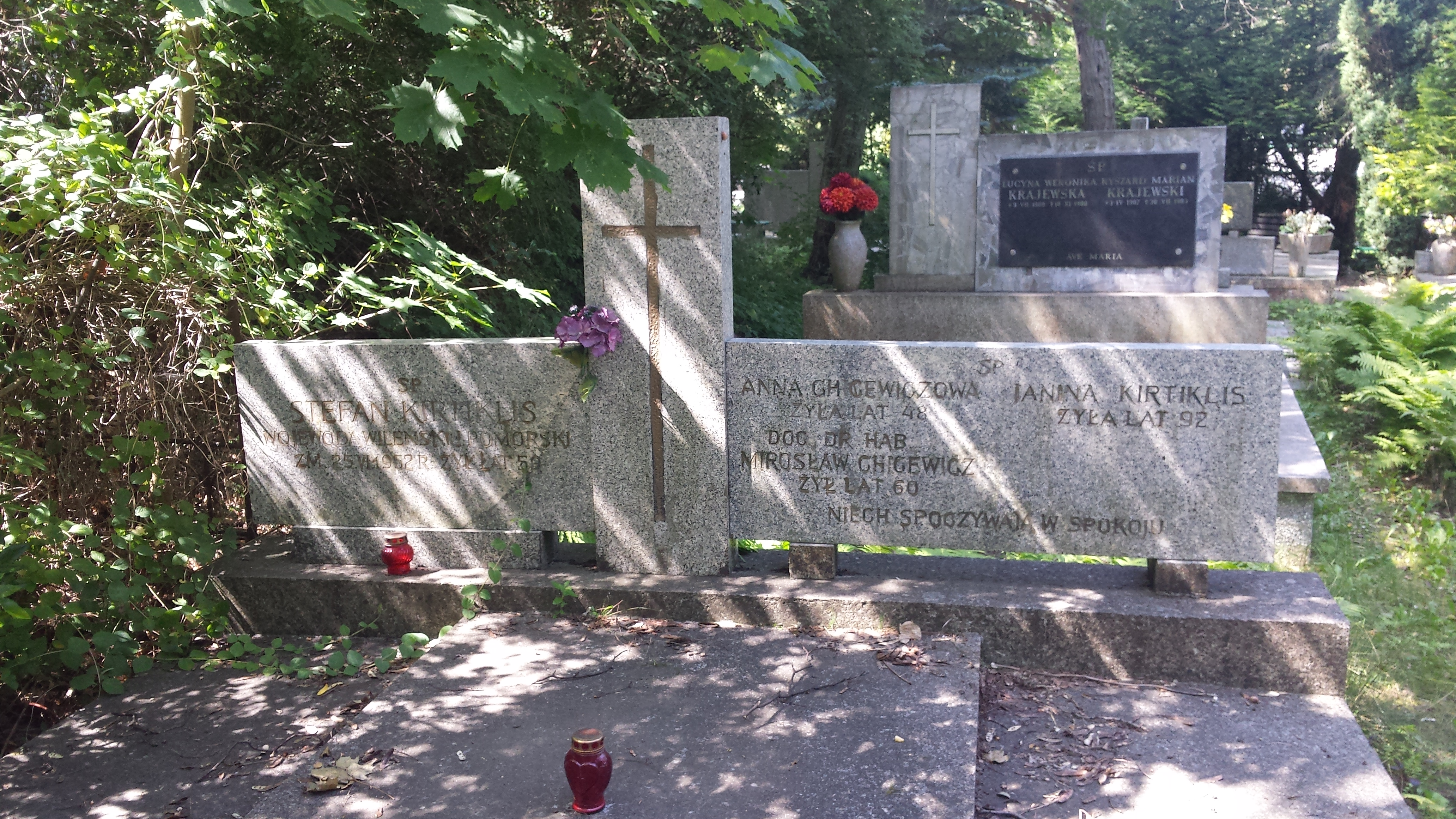
Grób Stefana i Janiny Kirtiklisów na cmentarzu Srebrzysko w Gdańsku

Janina Kirtiklisowa z Szymańskich (ur. 8 grudnia 1897 w Kosowie, zm. 10 stycznia 1987  w Gdańsku) – polska działaczka społeczna, poseł na Sejm w II RP III kadencji. 

## Życiorys
Ukończyła gimnazjum i kursy pedagogiczne w Radomiu. Od 1912 należała do tajnych socjalistycznych kółek samokształceniowych i skautingu. Podczas I wojny światowej wydawała konspiracyjne pismo "Znicz". W 1917 wstąpiła do POW. W 1927 zorganizowała na Wileńszczyźnie prosanacyjny Związek Pracy Społecznej Kobiet. Po jego włączeniu do Związku Pracy Obywatelskiej Kobiet w 1928 została członkiem Zarządu Głównego i przewodniczącą Zarządu Wojewódzkiego ZPOK w Wilnie. W okresie wyborów parlamentarnych w 1930 była przewodniczącą Kobiecego Komitetu Wyborczego i wiceprezeską Wojewódzkiego Komitetu Wyborczego BBWR w Wilnie. 
Mandat poselski zdobyła z listy państwowej BBWR. W Sejmie zasiadała w komisjach: emigracyjnej, opieki społecznej i inwalidzkiej oraz - jako zastępca członka - w morskiej. W 1931 pod zarzutem nadużyć finansowych została wykluczona z ZPOK. 10 grudnia 1931 złożyła mandat poselski. W 1934 została przewodniczącą Komisji Porozumiewawczej Pomorskich Organizacji Kobiecych, była też prezeską stowarzyszenia Rodzina Urzędnicza na Pomorzu. Po II wojnie światowej była członkiem Miejskiego Komitetu Polskiej Partii Socjalistycznej w Gdańsku. 
Pochowana na gdańskim cmentarzu Srebrzysko (rejon X). 

## Życie prywatne
W 1918 poślubiła Stefana Kirtiklisa, działacza PPS, późniejszego wojewodę wileńskiego, pomorskiego i białostockiego. Mieli dwie córki: Annę Barbarę i Marię Magdalenę.

## Odznaczenia
- Medal Niepodległości (1937)